# Меронимия
Меронимия (от гръцки език думите meros = част и onoma = име) е семантично отношение, използвано в лингвистиката. Меронимът денотира съставна част от или член на нещо, тоест:
X е мероним на Y, ако X-вете са части от Y(-те) или
X е мероним на Y, ако X-вете са членове на Y(-те).
Например, 'пръст' е мероним на 'ръка', защото пръстът е част от ръката. По подобен начин 'колело' е мероним на 'автомобил'.
Меронимията е обратното на холонимия. Много близка е концепцията на мерологията, която специално се занимава с отношенията част/цяло в логиката. Това формално се изразява в условията на логиката от първи ред.
Мероним означава част от цяло. Дума, която денотира под-сет (под-клас) на друга дума е хипоним.
В езиците за репрезентиране (представяне/визуализация) на знание, меронимията е често изразявана с „част-от“ (part-of).
В естествените езици, последното намира по-широко приложение като езиковия принцип „част от цялото“ (напр. един от тези хора).
|  | Тази страница частично или изцяло представлява превод на страницата Meronymy в Уикипедия на английски. Оригиналният текст, както и този превод, са защитени от Лиценза „Криейтив Комънс – Признание – Споделяне на споделеното“, а за съдържание, създадено преди юни 2009 година – от Лиценза за свободна документация на ГНУ. Прегледайте историята на редакциите на оригиналната страница, както и на преводната страница, за да видите списъка на съавторите. ВАЖНО: Този шаблон се отнася единствено до авторските права върху съдържанието на статията. Добавянето му не отменя изискването да се посочват конкретни източници на твърденията, които да бъдат благонадеждни. |